# Скорницька Марія Вікторівна
Марія Вікторівна Скорницька (рос. Мария Викторовна Скорницкая, до шлюбу Шекунова; нар. 8 лютого 1981, Перм, РРСФР, СРСР) — російська акторка театру, кіно та телебачення. Внесена до бази «Миротворець» через порушення державного кордону України.

## Життєпис
Марія Шекунова народилася 8 лютого 1981 року в Пермі.
Закінчила у 2005 році Пермський державний інститут мистецтва та культури за спеціальністю «акторське мистецтво».
Деякий час працювала акторкою у Пермському театрі юного глядача.

## Особисте життя
У 2008 році Марія Шекунова одружилася з актором Дмитром Скорницьким та взяла його прізвище.

## Фільмографія
- 2018 — Жовте око тигра / Жёлтый глаз тигра — Ніна Корольова, сестра Марії
- 2016 — Людина з майбутнього / Человек из будущего — Гуля
- 2016 — Військовий фітнес / Военный фитнес — Ася
- 2016 — Бідні люди / Бедные люди — повія
- 2014 — Левіафан / Левиафан — працівниця прокуратури
- 2010-2013 — Реальні пацани / Реальные пацаны — Машка, головна роль[2]